# 기나시역
기나시역(일본어: 鬼無駅 키나시에키[*])은 일본 가가와현 다카마쓰시에 있는 시코쿠 여객철도 요산선의 역이다. 역 번호는 Y02이며, 애칭은 기나시모모타로역(일본어: 鬼無桃太郎駅)이다. 상대식 승강장 2면 2선 구조의 지상역이다.

## 이용 현황
| 연도     | 하루 평균 승차 인원 |
| 2008년도 | 729명               |
| 2009년도 | 704명               |
| -------- | ------------------- |

## 역 주변
- 국토교통성 시코쿠 운수국 가가와 운수 지국
- 국토교통성 가가와 하천 국도 사무소
- 햐쿠주시 은행 고자이 지점 기나시 출장소
- 가가와현 농업협동조합 다카마쓰 서부 기나시 지점

## 역사
- 1897년 4월 1일: 사누키 철도에서 영업을 개시함.
- 1904년 12월 1일: 산요 철도에 이관됨.
- 1906년 12월 1일: 국유화됨.
- 1987년 4월 1일: 민영화에 따라 시코쿠 여객철도의 소속이 되었다.
- 2014년 3월 1일: ICOCA 도입.

## 인접 정차역
| 시코쿠 여객철도 요산선      | 시코쿠 여객철도 요산선         | 시코쿠 여객철도 요산선      |
| --------------------------- | ------------------------------ | --------------------------- |
| Y 00 다카마쓰 다카마쓰 방면 | 쾌속 '마린 라이너' · '선 포트' | 하시오카 Y 03 마쓰야마 방면 |
| Y 01 고자이 다카마쓰 방면   | 보통                           | 하시오카 Y 03 마쓰야마 방면 |